# Colli Euganei (vino)
Colli Euganei è una DOC geografica riservata a vini bianchi e rossi la cui produzione è consentita nella provincia di Padova.

## Zona di produzione
La zona di produzione comprende l'intero territorio dei comuni di Arquà Petrarca, Galzignano Terme, Torreglia e parte dei comuni di Abano Terme, Montegrotto Terme, Battaglia Terme, Due Carrare, Monselice, Baone, Este, Cinto Euganeo, Lozzo Atestino, Vo', Rovolon, Cervarese Santa Croce, Teolo e Selvazzano Dentro, in provincia di Padova.
I Colli Euganei sono colline di origine vulcanica con forma tipicamente conica, che si elevano in gruppo nella pianura padana all'interno del Parco regionale dei Colli Euganei, isola naturalistica di quasi 19 000 ha. L'altitudine alla quale si trovano la maggior parte dei vigneti varia da 50-300 metri slm arrivando fino a sfiorare i 400.

## Storia
La presenza più antica della vite e del vino nella zona dei Colli Euganei è testimoniata da reperti archeologici in terracotta, ciotole e coppe legati al consumo del vino, risalenti della civiltà preromana (VII - VI secolo a.C). In epoca romana la diffusa presenza della vite in ambito padovano è citata da diversi storici latini.
Documenti sull'agricoltura del 1879 attestano già in quegli anni la presenza di varietà autoctone quali il Moscato nei Colli Euganei.
I produttori hanno continuato l'azione di qualificazione del prodotto tanto che già nel 1969 i vini dei Colli Euganei hanno ottenuto il riconoscimento della DOC Colli Euganei (D.P.R. 13 agosto 1969). Il continuo miglioramento e caratterizzazione qualitativa di una tipologia di Moscato giallo, il "Fior d'Arancio", ha portato al riconoscimento della DOCG Colli Euganei Fior d'Arancio.
Oggi la denominazione Colli Euganei, valorizzata anche dalla "Strada del vino Colli Euganei', è rinomata e conosciuta dai turisti sia italiani sia stranieri che frequentano la zona termale dei colli; i suoi vini, sono commercializzati anche in molti Paesi europei ed extraeuropei, dall'America all'Asia.
Grazie alle loro peculiarità, numerosi sono i riconoscimenti ottenuti dai vini a DOC Colli Euganei sia in ambito locale (come la Festa dell'uva di Vo Euganeo iniziata nel 1950, "Vini Euganei a Primavera" sul Monte Gemola, la manifestazione "Calici di Stelle" e molte altre) sia nazionale che internazionale. Nei concorsi sia nazionali, sia internazionali (Concorso internazionale del Vinitaly, Concurs Mondial de Bruxelles, Japan Wine Challenge, India Wine Challenge, Los Angeles County Fair ecc.) i vini dei Colli Euganei hanno ricevuto e continuano a ottenere numerosi riconoscimenti.

## Tecniche di produzione
I vigneti devono essere coltivati a controspalliera.
Le operazioni di vinificazione, invecchiamento e affinamento, la produzione di frizzanti e spumanti devono avvenire nei comuni su cui ricade la zona di produzione e nei comuni di Conselve, Solesino e Albignasego.
Sulle etichette deve figurare l'indicazione dell'annata di produzione, a eccezione delle tipologie spumante e frizzante; per la tipologia "rosso riserva" si omette il riferimento al colore; sul "Novello" si omette il riferimento al vitigno. Gli spumanti possono essere da brut a dry.
Le bottiglie consentite sono in vetro, chiuse con tappo raso bocca; fino a 1,5 litri si può usare il tappo a vite, escluse le tipologie "riserva". 
Il Moscato può essere commercializzato solo in versione dolce e condizionato in bottiglia del tipo "Borgognotta".

## Disciplinare
Il Colli Euganei è stato Approvato con DPR 13.08.1969 GU 281 - 06.11.1969

Successivamente è stato modificato con:
- DPR 25.02.1983 G.U. 262 - 23.09.1983
- tDM 10.10.1994 G.U. 253 - 28.10.1994
- DM 26.09.1997 G.U. 237 - 10.10.1997
- DM 01.10.2004 G.U. 238 - 09.10.2004
- DM 18.10.2007 G.U. 251 - 27.10.2007
- DM 22.12.2010 G.U. 4 - 07.01.2011 (S.O. n. 6)
- DM 30.11.2011 G.U. 295 - 20.12.2011
- DM 12.07.2013 Pubblicato sul sito ufficiale del Mipaaf

La versione in vigore è stata approvata con DM 07.03.2014, Pubblicato sul sito ufficiale del Mipaaf.

## Tipologie

### Bianco e Bianco spumante
| Tipologia                      | Bianco | Bianco spumante |
| uvaggio                        | Garganega 30% minimo Tai e/o Sauvignon 30% minimo Moscato bianco e/o Moscato giallo dal 5 al 10% altre varietà, anche congiuntamente, 30% massimo. | Garganega 30% minimo Tai e/o Sauvignon 30% minimo Moscato bianco e/o Moscato giallo dal 5 al 10% altre varietà, anche congiuntamente, 30% massimo. |
| titolo alcolometrico minimo    | 11,00 % vol. | 11,00 % vol. |
| acidità totale minima          | 4,50 g/l. | 5,00 g/l. |
| estratto secco minimo          | 16,00 g/l | 16,00 g/l |
| resa massima di uva per ettaro | * | * |
| resa massima di uva in vino    | 70% | 70% |

* La resa massima di uva/ha varia a seconda della composizione dell'uvaggio.

### Serprino frizzante e Serprino spumante
| Tipologia                      | Seprino frizzante e Serprino spumante |                  |
| uvaggio                        | Glera 85% minimo                      | Glera 85% minimo |
| titolo alcolometrico minimo    | 10,50% vol.                           | 10,50% vol.      |
| acidità totale minima          | 5,00 g/l.                             | 5,00 g/l.        |
| estratto secco minimo          | 16,00 g/l                             | 16,00 g/l        |
| resa massima di uva per ettaro | 140 q.                                | 140 q.           |
| resa massima di uva in vino    | 70 %                                  | 70 %             |

### Tai
| uvaggio                        | Tocai friulano 85% minimo. |
| titolo alcolometrico minimo    | 11,00% vol.                |
| acidità totale minima          | 4,50 g/l.                  |
| estratto secco minimo          | 16,00 g/l                  |
| resa massima di uva per ettaro | 120 q.                     |
| resa massima di uva in vino    | 70 %                       |

### Chardonnay
| uvaggio                        | Chardonnay   |
| titolo alcolometrico minimo    | 10,50 % vol. |
| acidità totale minima          | 4,50 g/l.    |
| estratto secco minimo          | 16,00 g/l    |
| resa massima di uva per ettaro | 120 q.       |
| resa massima di uva in vino    | 70 %         |

### Moscato e Moscato spumante
| Tipologia                      | Moscato                    | Moscato spumante           |
| uvaggio                        | Moscato bianco 90% minimo. | Moscato bianco 90% minimo. |
| titolo alcolometrico minimo    | 10,50 % vol.               | 10,50 % vol.               |
| titolo alcolometrico svolto    | 4,50% vol                  | 5,50% vol                  |
| acidità totale minima          | 5,00 g/l                   | 5,00 g/l                   |
| estratto secco minimo          | 16,00 g/l                  | 16,00 g/l                  |
| resa massima di uva per ettaro | 130 q.                     | 90 q.                      |
| resa massima di uva in vino    | 70 %                       | 70 %                       |
| zuccheri residui               | 50,00 g/l                  | 50,00 g/l                  |

### Pinello frizzante e spumante
| uvaggio                        | Pinello 85% minimo |
| titolo alcolometrico minimo    | 10,50% vol.        |
| acidità totale minima          | 5,00 g/l.          |
| estratto secco minimo          | 16,0000 g/l        |
| resa massima di uva per ettaro | 120 q.             |
| resa massima di uva in vino    | 70 %               |

### Garganega
| uvaggio                        | Garganega 85% minimo. |
| titolo alcolometrico minimo    | 10.50 % vol.          |
| acidità totale minima          | 5,00 g/l.             |
| estratto secco minimo          | 16,00 g/l             |
| resa massima di uva per ettaro | 130 q.                |
| resa massima di uva in vino    | 70 %                  |

### Sauvignon
| uvaggio                        | Sauvignon 85% minimo. |
| titolo alcolometrico minimo    | 11,00% vol.           |
| acidità totale minima          | 4,50 g/l.             |
| estratto secco minimo          | 16,00 g/l             |
| resa massima di uva per ettaro | 110 q.                |
| resa massima di uva in vino    | 70 %                  |

### Manzoni bianco
| uvaggio                        | 85% minimo.  |
| titolo alcolometrico minimo    | 11,00 % vol. |
| acidità totale minima          | 4,50 g/l.    |
| estratto secco minimo          | 16,00 g/l    |
| resa massima di uva per ettaro | 120 q.       |
| resa massima di uva in vino    | 70 %         |

### Pinot bianco
| uvaggio                        | Pinot bianco 85% minimo. |
| titolo alcolometrico minimo    | 11,00% vol.              |
| acidità totale minima          | 4,50 g/l.                |
| estratto secco minimo          | 16,00 g/l                |
| resa massima di uva per ettaro | 120 q.                   |
| resa massima di uva in vino    | 70 %                     |

### Raboso e Raboso riserva
| Tipologia                      | Raboso                                                    | Raboso riserva                                            |
| uvaggio                        | Raboso veronese, Raboso Piave anche disgiunti 85% minimo. | Raboso veronese, Raboso Piave anche disgiunti 85% minimo. |
| titolo alcolometrico minimo    | 11,00 % vol.                                              | 12,00 % vol                                               |
| acidità totale minima          | 5,50 g/l.                                                 | 4,00 g/l                                                  |
| estratto secco minimo          | 20,00 g/l                                                 | 24,00 g/l                                                 |
| resa massima di uva per ettaro | 140 q.                                                    | 90 q.                                                     |
| resa massima di uva in vino    | 70 %                                                      | 70 %                                                      |

### Rosso e Rosso riserva
| Tipologia                      | Rosso | Rosso riserva |
| uvaggio                        | Merlot dal 40 al 80 % Cabernet Sauvignon e/o franc e/o Carménère dal 20 al 60 % Raboso Piave e/o Raboso Veronese fino al 10%. | Merlot dal 40 al 80 % Cabernet Sauvignon e/o franc e/o Carménère dal 20 al 60 % Raboso Piave e/o Raboso Veronese fino al 10%. |
| titolo alcolometrico minimo    | 11,00 % vol. | 12,00 % vol |
| acidità totale minima          | 4,00 g/l | 4,00 g/l |
| estratto secco minimo          | 20,00 g/l | 24,00 g/l |
| resa massima di uva per ettaro | * | 90 q. |
| resa massima di uva in vino    | 70 % | |
| invecchiamento                 | - | 24 mesi |

* La resa massima di uva/ha varia a seconda della composizione dell'uvaggio.

### Cabernet e Cabernet riserva
| Tipologia                      | Cabernet                                                                  | Cabernet riserva                                                          |
| uvaggio                        | Cabernet franc, Cabernet Sauvignon, Carménère anche disgiunti 85% minimo. | Cabernet franc, Cabernet Sauvignon, Carménère anche disgiunti 85% minimo. |
| titolo alcolometrico minimo    | 11,00 % vol.                                                              | 12,00 % vol                                                               |
| acidità totale minima          | 4,00 g/l                                                                  | 4,00 g/l                                                                  |
| estratto secco minimo          | 20,00 g/l                                                                 | 24,00 g/l                                                                 |
| resa massima di uva per ettaro | 120 q.                                                                    | 90 q.                                                                     |
| resa massima di uva in vino    | 70 %                                                                      | 70 %                                                                      |
| invecchiamento                 | -                                                                         | 24 mesi                                                                   |

### Cabernet franc e Cabernet franc riserva
| Tipologia                      | Cabernet                   | Cabernet riserva           |
| uvaggio                        | Cabernet franc 85% minimo. | Cabernet franc 85% minimo. |
| titolo alcolometrico minimo    | 11,00 % vol.               | 12,00 % vol                |
| acidità totale minima          | 4,00 g/l                   | 4,00 g/l                   |
| estratto secco minimo          | 20,00 g/l                  | 24,00 g/l                  |
| resa massima di uva per ettaro | 120 q.                     | 90 q.                      |
| resa massima di uva in vino    | 70 %                       |                            |
| invecchiamento                 | -                          | 24 mesi                    |

### Carménère e Carménère riserva
| Tipologia                      | Carménère             | Carménère riserva     |
| uvaggio                        | Carnénère 85% minimo. | Carnénère 85% minimo. |
| titolo alcolometrico minimo    | 11,00 % vol.          | 12,00 % vol           |
| acidità totale minima          | 4,00 g/l              | 4,00 g/l              |
| estratto secco minimo          | 20,00 g/l             | 24,00 g/l             |
| resa massima di uva per ettaro | 120 q.                | 90 q.                 |
| resa massima di uva in vino    | 70 %                  |                       |
| invecchiamento                 | -                     | 24 mesi               |

### Cabernet Sauvignon e Cabernet Sauvignon riserva
| Tipologia                      | Cabernet Sauvignon | Cabernet Sauvignon riserva |
| uvaggio                        | % minimo.          | % minimo.                  |
| titolo alcolometrico minimo    | 11,00 % vol.       | 12,00 % vol                |
| acidità totale minima          | 4,00 g/l           | 4,00 g/l                   |
| estratto secco minimo          | 20,00 g/l          | 24,00 g/l                  |
| resa massima di uva per ettaro | 120 q.             | 90 q.                      |
| resa massima di uva in vino    | 70 %               |                            |
| invecchiamento                 | -                  | 24 mesi                    |

### Merlot, Merlot riserva e Novello
| Tipologia                      | Merlot             | Merlot riserva     | Novello            |
| uvaggio                        | Merlot 85% minimo. | Merlot 85% minimo. | Merlot 85% minimo. |
| titolo alcolometrico minimo    | 11,00 % vol.       | 12,00 % vol.       | 11,00 % vol.       |
| acidità totale minima          | 4,00 g/l.          | 4,00 g/l.          | 4,00 g/l.          |
| estratto secco minimo          | 20,00 g/l          | 24,00 g/l          | 17,00 g/l          |
| resa massima di uva per ettaro | 130 q.             | 90 q.              | 130 q.             |
| resa massima di uva in vino    | 70 %               | 70 %               | 70 %               |
| zuccheri riduttori residui     | -                  | -                  | 10,00 g/l          |
| invecchiamento                 | -                  | 24 mesi            | -                  |